# Conjunto parcialmente ordenado localmente finito
Em matemática, um conjunto parcialmente ordenado localmente finito é um conjunto parcialmente ordenado P parcialmente ordenado tal que para todo x, y ∈ P, o intervalo [x, y] consiste em elementos finitos.  Dado um poset localmente finito P podemos definir sua incidência álgebra. Elementos da álgebra de incidência são funções ƒ que atribuem a cada intervalo [x, y] de P um número real ƒ (x, y). Estas funções formam uma álgebra associativa com produto definido por
{\displaystyle (f*g)(x,y):=\sum _{x\leq z\leq y}f(x,z)g(z,y).}
Há também uma definição de "coálgebra de incidência", e na física teórica, um conjunto parcialmente ordenado localmente finito é também chamado de conjunto causal e tem sido usado como um modelo para o espaço-tempo granular.